# Návrat pardálů obláčkových
Návrat pardálů obláčkových (Clouded Leopard Rescue) je americký hodinový přírodopisný dokument televize National Geographic Channel. Fotograf divočiny Sandesh Kadur a veterinář Bhaskar Choudhury a jejich tým se pokouší navrátit levharty obláčkové zpět do volné přírody. Rok poté se do pralesů vrací filmařský tým, aby zachytil volně žijící koťata. U nás dokument vysílá český National Geographic Channel.